# Buslei
Buslei (talvolta citata anche come Busley), è un villaggio della regione di Basso Scebeli nella Somalia centromeridionale.
Durante il periodo coloniale italiano vi sorgeva una stazione della ferrovia Mogadiscio-Villaggio Duca degli Abruzzi.